# Акваноли
Аквано́ли (рос. акванолы, англ. aquanoles; нім. Aquanole) — водовмісні вибухові речовини пластичної консистенції, які складаються з порошкоподібних амоналів з домішками кальцієвої або натрієвої селітри, води і пластифікуючих добавок. Акванол А-10 виготовляється на місці застосування і призначається для вибухових робіт на денній поверхні.